# Amador Rodríguez Lozano
Amador Rodríguez Lozano (Ciudad de México, 3 de enero de 1966) es un político mexicano, que fue miembro del Partido Revolucionario Institucional, postulado por el cual fue senador y diputado federal. Fue secretario general de Gobierno del estado de Baja California.
Fue senador por Baja California a las Legislaturas LVI y LVII de 1994 a 2000 y a partir de este último año diputado federal plurinominal a la LVIII Legislatura hasta 2003, en 2001 buscó la candidatura del PRI a gobernador de Baja California, pero acusó a la diregencia del partido de ser parcial en la elección interna, que finalmente perdió ante Daniel Quintero Peña, se negó a reconocer estos resultados y renunció a su militancia en el PRI, buscó ser candidato del PRD, pero tampoco logró esa postulación, finalmente fue candidato del Partido del Trabajo a Gobernador en las Elecciones de 2001.
Al no obtener el triunfo se reintegró a sus funciones de Diputado de manera independiente, en 2006 fue candidato de la Coalición Por el Bien de Todos a Senador por Baja California, cargo que no obtuvo. En diciembre de 2006 el gobernador de Chiapas, Juan Sabines Guerrero, lo nombró Coordinador General del Gabinete Político y de Seguridad y representante de Chiapas en el Distrito Federal, hasta octubre de 2007 en fue a su vez nombrado ministro de Justicia del estado, cargo que ejerció hasta el 13 de enero de 2009 día en que presentó su renuncia con el fin de contender en las elecciones de que tendrán lugar en Baja California.